# علیرضا میراسدالله
علیرضا میراسدالله (زادهٔ ۲۰ خرداد ۱۳۵۲) نویسنده، نقاش، روزنامه‌نگار، عروسک‌‌ساز، مترجم و فیلم‌ساز اهل ایران است.

## زندگی
میراسدالله کارش را به عنوان نویسنده از سال ۱۳۷۲ شروع کرد و آثاری را در زمینهٔ شعر و قصه کوتاه نگاشت. روزنامه‌نگاری را از سال ۱۳۸۳ درهفته‌نامه چلچراغ آغاز کرد و دبیر صفحات موسیقی جهان و هنرهای تجسمی بود. او همچنین در روزنامه‌های شرق و اعتماد به صورت پراکنده مطالبی را نگاشته‌است.
میراسدالله اولین نمایشگاه نقاشی‌اش را در سال ۱۳۷۳ در تهران و در نگارخانه نقش جهان برپا کرد و بعد از آن چندین نمایشگاه نقاشی و عکس و عروسک در کشورهای نیوزیلند و بریتانیا نیز داشته‌است. میراسدالله هم‌اکنون تهیه‌کننده تلویزیون فارسی بی‌بی‌سی است.

## آثار
علیرضا میراسدالله تا پیش از سال ۱۳۸۸ کتاب‌های خود را برای چاپ به نشر مرکز می‌داد. از آن سال به بعد به علت مهاجرت به انگلیس بعضی از کتاب‌های خود را که موفق به کسب مجوز چاپ در ایران نشده بودند به صورت آنلاین منتشر می‌کند. او از اولین کسانی است که از شبکه اجتماعی فیسبوک برای نوشتن قصه بلند به صورت سریالی استفاده می‌کند. کتاب تروریست‌ها هم گریه می‌کنند در سال ۲۰۰۹ در مدت دو ماه به‌طور روزانه در فیسبوک نوشته شد و مورد توجه بسیاری از استفاده‌کنندگان فیسبوک واقع شد. بعد از آن مجموعه قصه‌های کوتاه دختری که با گرگ خوابید و سپس دو کتاب سگ ایرانی و ممد مردی که مرد نیز از وی در فیسبوک چاپ شد. این دو کتاب آخر خاطره‌نگاری‌های رمان‌گونه هستند با زبانِ تیز و برنده.

### نوشته‌ها
- آل‍ب‍وم خ‍ان‍وادگ‍ی. ت‍ه‍ران: نشر مرکز، ۱۳۸۲. شابک ‎۹۶۴−۳۰۵−۷۸۱-x
- پ‍ش‍هٔ غ‍ی‍رم‍ع‍م‍ول‍ی. ت‍ه‍ران: نشر مرکز، ۱۳۸۲. شابک ‎۹۶۴-۳۰۵-۷۸۰-۱‬
- ش‍اه‌ن‍ام‍ه م‍ن. ت‍ه‍ران: نشر مرکز، ۱۳۸۲. شابک ‎۹۶۴−۳۰۵−۷۸۱-x
- س‍ف‍ر ب‍ه آف‍ری‍ق‍ا. ت‍ه‍ران: نشر مرکز، ۱۳۸۳. شابک ‎۹۶۴-۳۰۵-۷۸۰-۱‬
- ض‍د ه‍ن‍ر. ت‍ه‍ران: نشر مرکز‏‫، ۱۳۸۳. شابک ‎۹۶۴−۳۰۵−۷۸۱-x
- ف‍ی‍ن‍ج‍ی‍ش‍ک. ت‍ه‍ران: نشر مرکز، ۱۳۸۳. شابک ‎۹۶۴−۳۰۵−۷۸۱-x
- ق‍ص‍هٔ ت‍ق‍ری‍ب‍ا واق‍ع‍ی م‍ادرب‍زرگ. ت‍ه‍ران: نشر مرکز، ۱۳۸۳. شابک ‎۹۶۴-۳۰۵-۷۸۰-۱
- دخ‍ت‍ری ک‍ه ف‍ق‍ط ی‍ک آرزو داش‍ت. ت‍ه‍ران: نشر مرکز، ۱۳۸۳. شابک ‎۹۶۴-۳۰۵-۷۸۰-۱‬
- م‍اه‍ی‍گ‍ی‍ر. ت‍ه‍ران: نشر مرکز، ۱۳۸۳. شابک ‎۹۶۴-۳۰۵-۷۸۰-۱‬
- ق‍ص‍هٔ غ‍ول ب‍ی‍اب‍ان‍ی. ت‍ه‍ران: نشر مرکز، ۱۳۸۳. شابک ‎۹۶۴-۳۰۵-۷۸۰-۱‬
- خ‍وی وارون‍هٔ دی‍وه‍ا. ت‍ه‍ران: نشر مرکز، ۱۳۸۴. شابک ‎۹۶۴-۳۰۵-۸۴۰-۹
- ق‍ص‍ه‌ه‍ای غ‍ی‍رم‍ع‍م‍ول‍ی. ت‍ه‍ران: نشر مرکز، ۱۳۸۴. شابک ‎۹۶۴-۳۰۵-۷۸۰-۱
- مدازما و سم سلطان. تهران: نشر مرکز‏‫، ۱۳۸۶. شابک ‎‏‫‬‭‫‬‭‬‭۹۷۸-۹۶۴-۳۰۵-۹۳۵-۴
- م‍ردم م‍ع‍م‍ول‍ی‌. ت‍ه‍ران: ن‍ش‍ر م‍رک‍ز‏‫‏، ۱۳۸۶.  شابک ‎‭‎۹۶۴-۳۰۵-۸۳۹-۵‬‬‬
- قصهٔ عشقی نیم‌آدم و درناز. تهران: نشر مرکز، ۱۳۸۷. شابک ‎۹۷۸۹۶۴۳۰۵۹۷۹۸
- کابوس قبل از پاستا. تهران: مثلث، ‏‫‬۱۳۸۸. شابک ‎‫‭۹۷۸-۹۶۴-۸۴۹۶-۶۴-۲
- همین روزها. با تصویرگری مهدی کریم‌زاده. تهران: مثلث ‏‫، ۱۳۸۹. شابک ‎‭۹۷۸-۹۶۴-۸۴۹۶-۶۳-۵‬
- ویزای کوه قاف. تهران: نشر مرکز‏‫، ۱۳۹۰. شابک ‎‭۹۷۸-۹۶۴-۳۰۵-۹۵۹-۰‬‬
- پشت کوهی‌ها: قصه‌هایی دیگر از مردم معمولی. لندن: اچ اند اس مدیا‏‫، ۲۰۱۳. شابک ‎۹۷۸۱۷۸۰۸۳۳۳۵۴
- خوابگرد. تهران: انتشارات سکو، ‏‫‏۱۳۹۴. شابک ‎‭۹۷۸-۶۰۰-۹۵۶۸۶-۲-۸

### ترجمه‌ها
- ه‍ل‍م‍ن، ل‍ی‍ل‍ی‍ان. ش‍ای‍د. ‬ت‍ه‍ران: م‍رواری‍د‏‫، ۱۳۸۴. شابک ‎‭‎۹۶۴-۸۸۳۸-۱۵-۱‬
- بن لادن، کارمن. در قلمرو پادشاهان: (زندگی من در عربستان سعودی) پرده‌برداری از اسرار بزرگترین و قدرتمندترین خانواده سعودی. تهران: ثالث‏‫‏، ۱۳۸۴. شابک ‎۹۶۴-۳۸۰۱-۲۰-۹
- لوبلسکی، تادئوش. سینمای مستند معاصر لهستان. [به سفارش] مرکز گسترش سینمای مستند و تجربی [معاونت امور سینمایی و سمعی و بصری وزارت فرهنگ و ارشاد اسلامی]. تهران: ماتیکان‏‫، ‏‫۱۳۸۷. شابک ‎‫‬‭۹۷۸-۶۰۰-۹۰۷۴۴-۲-۶
- کلمشا، آرلین. فلسطین ۰۸–۴۸: سلب مالکیت شصت ساله. تهران: ماتیکان‏‫، ۱۳۸۷. شابک ‎۹۷۸-۶۰۰-۹۰۷۴۴-۰۲‬

## فیلم‌ها
او فیلم‌هایی در زمینه انیمیشن عروسکی پیکسلیشن و مستند ساخته‌است که از آن جمله می‌توان به فیلم‌های زیر اشاره کرد:
- دیو من
- زنگ انشا (برنده جایزه جشنواره فیلم‌های ایرانی در کانادا)
- بند ناف
- زندگی در زمان حال (مستندی دربارهٔ مهدی سحابی)
- لطفی چهار فصل (مستندی دربارهٔ محمدرضا لطفی)
- به تماشای آبها (مستندی دربارهٔ حسین علیزاده)
- بیماری عشق (کار تجربی مشترک با روشی آبا)